# Canthon quinquemaculatus
Canthon quinquemaculatus là một loài bọ cánh cứng trong họ Bọ hung (Scarabaeidae).